# Atresia anal
La atresia anal, atresia rectal, atresia anorrectal ano imperforado o malformaciones anorrectales (ARM, por sus siglas en inglés) son defectos de nacimiento en los cuales el recto no está conectado al ano. Las ARM son un espectro de diferentes anomalías congénitas en hombres y mujeres que varían de lesiones bastante menores a anomalías complejas. La causa de las ARM es desconocida; la base genética de estas anomalías es muy compleja debido a su variabilidad anatómica. En el 8% de los pacientes, los factores genéticos están claramente asociados con las ARM. La malformación anorrectal en el síndrome de Currarino representa la única asociación para la cual se ha identificado el gen HLXB9.

## Características
Existen varias formas de atresia anal y malformaciones anorrectales.  La nueva clasificación está en relación con el tipo de fístula asociada.
La clasificación clásica de Wingspread se daba en anomalías altas y bajas: 
- Una lesión baja, en la que el colon permanece cerca de la piel.  En este caso, puede haber una estenosis (estrechamiento) del ano, o el ano puede faltar por completo, y el recto termina en una bolsa ciega.
- Una lesión alta, en la que el colon está más arriba en la pelvis y hay una fístula que conecta el recto y la vejiga, uretra o vagina.
- Una cloaca persistente (del término cloaca, un orificio análogo en reptiles y anfibios), en la cual el recto, la vagina y el tracto urinario se unen en un solo canal.

La atresia anal suele estar presente junto con otros defectos de nacimiento — problemas de la columna vertebral, problemas cardíacos, fístula traqueoesofágica, atresia esofágica, anomalías renales y anomalías de las extremidades, que en conjunto se denominan síndrome de VACTERL.

## Anomalías asociadas
Se asocia también con una mayor incidencia de algunas otras anomalías específicas, que en conjunto se denominan síndrome de VACTERL : 
- V - Anomalías vertebrales
- A - Atresia anal
- C - Anomalías cardiovasculares
- T - fístula traqueoesofágica
- E - atresia esofágica
- R - Anomalías renales (riñones) y / o radiales
- L - Defectos de extremidades

Otras entidades asociadas a la enfermedad son las trisomías 18 y 21, el síndrome del ojo de gato ( trisomía parcial o tetrasomía de un cromosoma 22 derivado de la madre), síndrome de Baller-Gerold, síndrome de Currarino, síndrome de regresión caudal, síndrome de FG, síndrome FG, síndrome de Johanson-Blizzard, Síndrome de McKusick-Kaufman, síndrome de Pallister-Hall, síndrome de costilla corta y polidactilia tipo 1, síndrome de Townes-Brocks, síndrome de deleción 13q, secuencia de malformación del tabique urorrectal y complejo OEIS (onfalocele, extrofia de la cloaca, ano imperforado, defecto espinal) . 

## Diagnóstico
Cuando un bebé nace con una malformación anorrectal, generalmente se detecta rápidamente ya que es un defecto muy obvio.  Luego, los médicos determinarán el tipo de defecto de nacimiento con el que nació el niño y si existen o no malformaciones asociadas. Es importante determinar la presencia de cualquier defecto asociado durante el período del recién nacido para tratarlos de manera temprana y evitar nuevas secuelas. Hay dos categorías principales de malformaciones anorrectales: las que requieren una colostomía protectora y las que no.  La decisión de abrir una colostomía generalmente se toma dentro de las primeras 24 horas del nacimiento. 
La ecografía se puede usar para determinar el tipo de ano imperforado.

## Variaciones
Existen otras formas de malformaciones anorrectales, aunque la atresia anal es la más común. Otras variantes incluyen el ano ectópico anterior.  Esta forma es más frecuente en mujeres y se presenta con estreñimiento.

## Tratamiento
Generalmente se requiere de cirugía inmediata para abrir un pasaje para las heces, a menos que se pueda confiar en una fístula hasta que se realice una cirugía correctiva. Dependiendo de la severidad del implante, se trata con una anoplastia perineal o con una colostomía. 
Si bien se han descrito muchas técnicas quirúrgicas para reparar definitivamente las malformaciones anorrectales, el abordaje sagital posterior (PSARP) se ha convertido en el más popular. Implica la disección del perineo sin entrar en el abdomen y el 90 % de los defectos en los niños se pueden reparar de esta manera. 

## Pronóstico
Con una lesión alta, muchos niños tienen problemas para controlar la función intestinal y la mayoría también sufren estreñimiento. Con una lesión baja, los niños generalmente tienen un buen control intestinal, pero aun así pueden estreñirse. 
Para los niños que tienen un mal resultado para la continencia y el estreñimiento de la cirugía inicial, una cirugía adicional para establecer mejor el ángulo entre el ano y el recto puede mejorar la continencia y, para aquellos con un recto grande, la cirugía para extirpar ese segmento dilatado puede mejorar significativamente el control intestinal para el paciente.  Se puede establecer un mecanismo de enema anterógrado al unir el apéndice a la piel (estoma de Malone); sin embargo, establecer una anatomía más normal es la prioridad. 

## Epidemiología
Se presenta una incidencia estimada de 1 en 5000 nacimientos.  Afecta a niños y niñas con similar frecuencia.  Sin embargo, se presenta la versión baja 90% de las veces en mujeres y 50% en hombres. 
Es una complicación ocasional del teratoma sacrococcígeo.

## Historia
El médico bizantino del siglo VII, Pablo Egineta, describió por primera vez un tratamiento quirúrgico para el ano imperforado. Haly Abbas, médico persa del siglo X, fue el primero en destacar la preservación de los músculos del esfínter a lo largo de la cirugía y la prevención de estenosis con un stent, informando sobre el uso de vino para el cuidado de las heridas en esta cirugía. Algunos informes de niños sobrevivientes sometidos a esta cirugía están disponibles desde la época islámica medieval temprana.